# Ormosia bigladia
Ormosia bigladia är en tvåvingeart som beskrevs av Alexander 1966. Ormosia bigladia ingår i släktet Ormosia och familjen småharkrankar. Inga underarter finns listade i Catalogue of Life.